# Västervik (comuna)
Västervik (em sueco: Västerviks kommun) é uma comuna da Suécia localizada no condado de Calmar. Sua capital é a cidade de Västervik. Possui 1 874 quilômetros quadrados e segundo censo de 2018, havia 36 680.